# Quiniquináu
Quiniquináu (Kinikináo, Kinikinau, Kinikinawa), pleme američkih Indijanaca iz skupine Južnih Arawaka, porodica Arawakan, naseljenih nekada na području južnog Brazila (Mato Grosso do Sul), Bolivije i Paragvaja. Čine jednu od podgrupa Chané ili Guana Indijanaca. Kulturno i jezično srodni su Terenima. Nešto je preživjelih očuvano u Brazilu. Jezik (ISO 639-3: gqn) im je izumro.

## Vanjske poveznice
- O Lugar Kinikinau  Arhivirana inačica izvorne stranice od 26. siječnja 2021. (Wayback Machine)